# Beginner’s Luck
(I’ve Got) Beginner’s Luck ist ein Popsong, den George Gershwin (Musik) und Ira Gershwin verfassten und 1937 veröffentlichten.

## Hintergrund

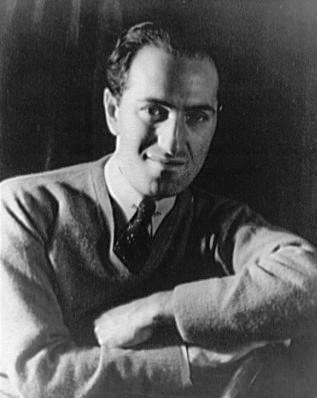
George Gershwin, 1937

Die Gerswhin-Brüder schrieben (I’ve Got) Beginner’s Luck für den Musikfilm Tanz mit mir (1937), in dem er von Fred Astaire (an Ginger Rogers gewandt) vorgestellt wurde. Der Song ist „faszinierend in seiner Verwendung von Kontrapunkten, Motiven und Phrasen-Strukturen.“ Das Lied beginnt mit den Zeilen:
I've got beginner's luck,
The first time that I'm in love
I'm in love with you.

## Erste Aufnahmen und spätere Coverversionen
Zu den Musikern, die den Song ab 1937 coverten, gehörten Tommy Dorsey (Victor, mit Edythe Wright), Dick McDonough (ARC; mit Barry McKinley, Gesang), Artie Shaw, Abe Lyman (Decca 1225, mit Rose Blane, Gesang), Roy Fox and his Orchestra und Seger Ellis in den Vereinigten Staaten sowie George Scott-Wood in Großbritannien. Der Diskograf Tom Lord listet im Bereich des Jazz insgesamt 22 (Stand 2016) Coverversionen, u. a. von Billy Butterfield, Bobby Short, Chris Connor, Ella Fitzgerald (Ella Fitzgerald Sings the George and Ira Gershwin Songbook), Christy Doran, Diane Schuur und Christine Reisner.